# Tomáš Kalas
Tomáš Kalas, född 15 maj 1993 i Olomouc, Tjeckien, är en tjeckisk fotbollsspelare som spelar för Schalke 04.

## Karriär
Den 7 juli 2010 värvades Kalas av Chelsea som direkt lånade tillbaka honom till Sigma Olomouc på ett låneavtal över säsongen 2010/2011.
Den 13 juli 2016 lånades Kalas ut till Fulham på ett låneavtal över säsongen 2016/2017. Den 27 juli 2017 skrev Kalas på ett nytt fyraårskontrakt med Chelsea och blev samtidigt utlånad på nytt till Fulham över säsongen 2017/2018.
Den 23 augusti 2018 lånades Kalas ut till Bristol City på ett låneavtal över säsongen 2018/2019. Den 1 juli 2019 skrev han på ett fyraårskontrakt med Bristol City.
Den 26 augusti 2023 värvades Kalas av tyska 2. Bundesliga-klubben Schalke 04, där han skrev på ett tvåårskontrakt. I juli 2024 förlängde Kalas sitt kontrakt fram till sommaren 2027.